# 烏貝拉巴

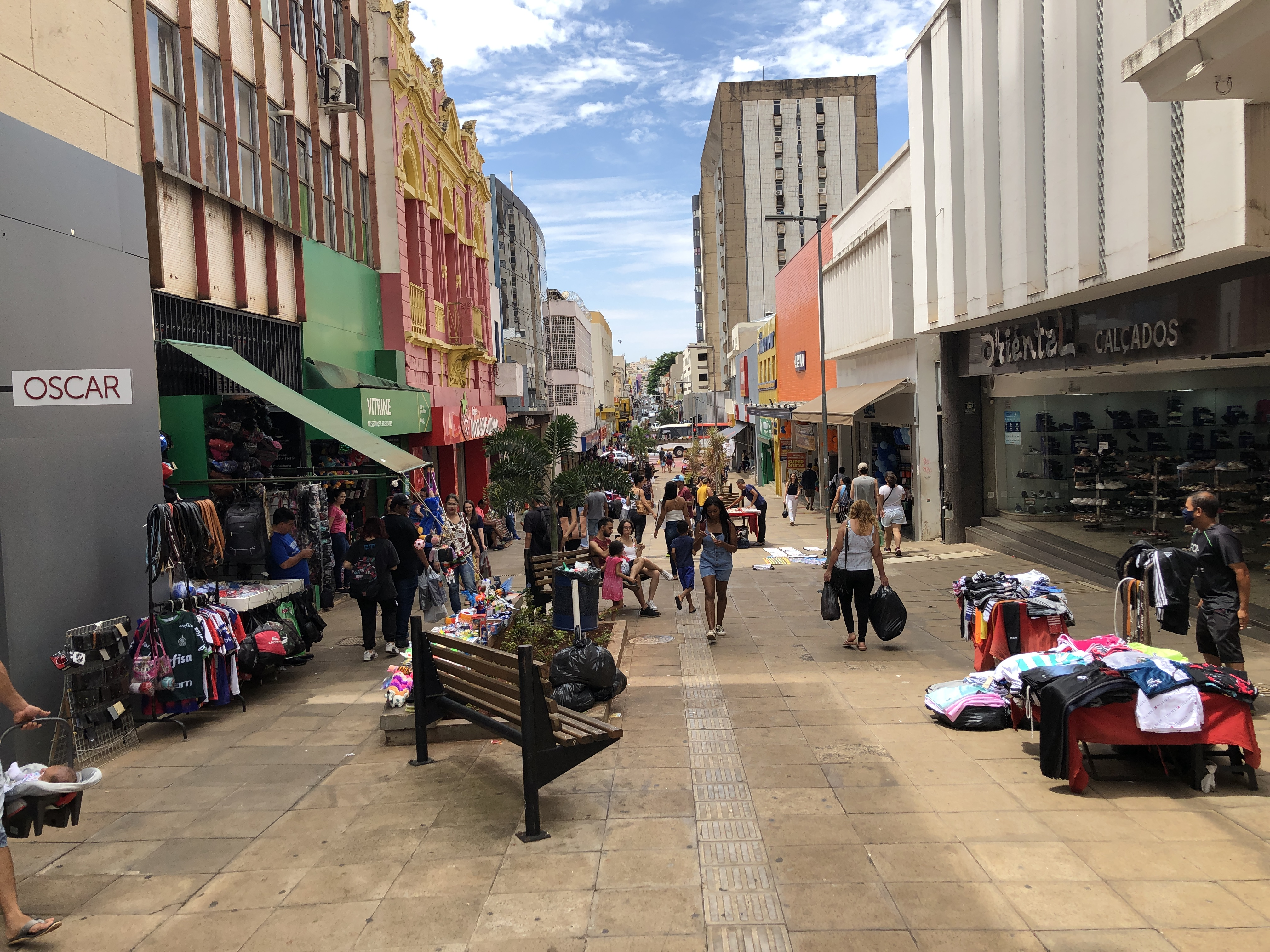
烏貝拉巴

烏貝拉巴(Uberaba)是巴西的城市，位於該國東南部巴西高原，由米納斯吉拉斯州負責管轄，始建於1836年，面積4,529平方公里，海拔高度823米，受熱帶氣候影響，2021年人口340,277。

## 外部連結
- Official Uberaba Government Website （页面存档备份，存于）
- Uberaba Business Guide （页面存档备份，存于）

19°44′S 47°55′W / 19.733°S 47.917°W